# João Cabral de Melo Neto
João Cabral de Melo Neto (Recife, 9 gennaio 1920 – Rio de Janeiro, 9 ottobre 1999) è stato un poeta e diplomatico brasiliano, vincitore del Premio Camões nel 1990. Vedeva la poesia con un forte rigore estetico, priva di confessioni del poeta tra le rime e in modo del tutto innovativo in Brasile. La sua dunque è poesia non emotiva, ma cerebrale fatta di linguaggio ricercato e pensiero.
Fratello dello storico Evaldo Cabral de Melo, cugino del poeta Manuel Bandeira e del sociologo Gilberto Freyre, fu amico del pittore Joan Miró e del poeta Joan Brossa. Fu membro permanente dell'Accademia delle Belle Arti e docente di Lettere all'università di Rio.
Negli ultimi anni di vita (esattamente dal 1996) fu un forte candidato per il Premio Nobel per la Letteratura, ma non gli venne mai assegnato. L'anno prima della sua morte José Saramago divenne il primo scrittore di Lingua portoghese a vincere il Nobel.

## Opere (titoli in portoghese)
- Pedra do Sono (1942)
- Os Três Mal-Amados (1943)
- O Engenheiro (1945)
- Psicologia da Composição com a Fábula de Anfion e Antiode (1947)
- O Cão sem Plumas (1950)
- O Rio ou Relação da Viagem que Faz o Capibaribe de Sua Nascente à Cidade do Recife (1954)
- Dois Parlamentos (1960)
- Quaderna (1960)
- A Educação pela Pedra (1966)
- Morte e Vida Severina (1966)
- Museu de Tudo (1975)
- A Escola das Facas (1980)
- Auto do Frade (1984)
- Agrestes (1985)
- Crime na Calle Relator (1987)
- Primeiros Poemas (1990)
- Sevilha Andando (1990)